# Monastère de l'Énaton
Le monastère de l'Énaton (dit aussi laure de l'Énaton), appelé en arabe Dayr al-Zugâg (Couvent du Verre) ou Dayr al-Zaggâg (Couvent du Verrier), est un ancien établissement monastique chrétien situé près d'Alexandrie, en Égypte, en ruine depuis la fin du Moyen Âge.
L'Énaton tire son nom de la « neuvième borne milliaire » (ἔνατον μίλιον) sur la route partant d'Alexandrie en direction de l'ouest, vers la Libye, sur la bande littorale (tænia) séparant la partie occidentale du lac Mariout de la mer. Son site se trouve près de la localité actuelle d'El Dekhela. Le couvent possédait à la fois un mouillage maritime (Mînâ' al-Zugâg) et un accès au lac. D'autres établissements religieux sur la tænia s'appelaient Pempton (« cinquième borne »), Oktôkaidekaton (« dix-huitième »), Eikoston (« vingtième »).
L'origine de l'Énaton est obscure. La tradition le fait remonter à Sarapammôn de Nikiou, martyrisé sous Dioclétien, mais le premier moine de l'Énaton d'historicité certaine, Longin, vivait au milieu du Ve siècle ; cependant sa Vie copte présente l'établissement comme déjà célèbre et ancien, avec un cimetière de moines.
Dans l'Antiquité tardive, l'Énaton se présentait comme une agglomération d'établissements autonomes de taille très variable (jusqu'à la cellule isolée), une sorte de village monastique. Plusieurs cœnobia portaient un nom particulier, en principe celui de leur fondateur. Il y avait le cœnobium d'Apa Gaïos (signalé au milieu du Ve siècle) ; celui d'Abba Salama (sans doute fondé à la fin du Ve siècle et encore signalé par Jean Moschus au début du VIIe siècle) ; les Trois Cellules (fin du Ve siècle, séjour de l'ascète Abba Zénon) ; le Monastère des Pères (l'un des plus célèbres aux VIe et VIIe siècles) ; les cœnobia d'Abba Eustathios (VIe siècle), d'Abba Jean (fin du VIe siècle), de Tougara (VIIe siècle) ; le Couvent de l'Épiphanie (VIe siècle) ; le Monastère des Antonites (VIe et VIIe siècles) ; le Couvent des Dalmates... D'après l'Histoire des patriarches coptes attribuée à Sévère d'Achmounein (PO I, p. 470-72 et 485), il y avait à la fin du VIe et au début du VIIe siècle 600 de ces établissements à l'Énaton, mais ce chiffre paraît exagéré et renverrait plutôt au nombre total de monastères dans la région d'Alexandrie.

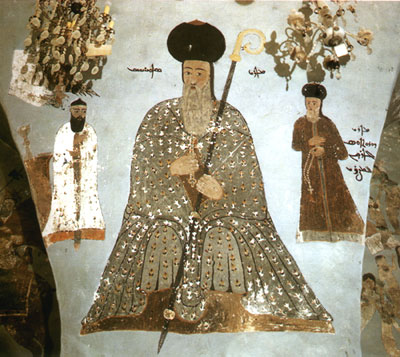
Sévère d’Antioche, qui fut inhumé dans l’Énaton.

Il y avait une autorité « fédérale » chapeautant tous ces établissements : un higoumène ou « mudîr », assisté de l'assemblée communautaire. Au VIIe siècle, il est aussi question d'un économe. Selon Sévère d'Achmounein (ibid., p. 485), la richesse de l'Énaton attira la convoitise des Perses après leur conquête de l'Égypte en 619.
Les textes montrent que le recrutement des moines était très cosmopolite, avec une forte présence des Syro-Palestiniens. Le travail manuel, très développé (notamment dans les domaines de la vannerie et de la corderie), donnait lieu à un commerce avec les marins. Le niveau intellectuel était élevé, et dès la fin du Ve siècle l'Énaton rivalisait avec les écoles de tradition païenne d'Alexandrie. L'un des épisodes les plus connus de la vie intellectuelle de l'endroit eut lieu en 615-617 : le Syrien Thomas d'Héraclée ou d'Harqel, évêque jacobite en exil de Mabboug, révisa la version philoxénienne du Nouveau Testament par collationnement sur des manuscrits grecs, tandis que son compatriote Paul de Tella révisa l'Ancien Testament d'après les Hexaples d'Origène. Ces travaux eurent lieu dans le monastère des Antonites, à l'instigation sans doute du patriarche jacobite Athanase Ier qui fit un séjour à l'Énaton dans ces années.
Dès le milieu du Ve siècle, l'Énaton fut un foyer du monophysisme : les moines, sous la direction de Longin, se rangèrent du côté du patriarche Dioscore, déposé par le concile de Chalcédoine, et jouèrent un grand rôle dans l'élection de Timothée Élure en 457. Après sa déposition comme patriarche (518), Sévère d'Antioche s'y réfugia, et après sa mort (538), il y fut inhumé dans un mausolée. Plusieurs patriarches coptes des VIe et VIIe siècles en étaient issus, notamment Damien le Syrien. À cette époque, l'accès d'Alexandrie étant interdit aux patriarches coptes, l'Énaton leur servit de résidence. Cependant, l'Église officielle byzantine y était aussi présente : dans les années 610, le patriarche melkite Jean l'Aumônier chargea l'économe de l'Énaton d'une mission de confiance en Palestine occupée par les Perses.
Pillé semble-t-il par les Perses en 619, l'Énaton se releva, et continua d'exister sous la domination musulmane pendant sept ou huit siècles. À partir du XIe siècle, il n'y eut plus semble-t-il qu'un seul couvent. Après la conquête arabe, la présence des monophysites devint exclusive, et le culte des reliques de Sévère d'Antioche devint central. Le couvent du XIe siècle était d'ailleurs un couvent Saint-Sévère. L'Énaton continua à donner régulièrement des primats à l'Église copte, et la coutume s'instaura qu'un patriarche nouvellement élu y faisait une retraite.
Le couvent du XIe siècle ne comptait plus qu'une quarantaine de moines : Alexandrie, à cette époque, n'était plus qu'une bourgade, et toute la région était retournée à la steppe. Ahmad al-Maqrîzî est le dernier auteur qui parle du Dayr al-Zugâg (devenu alors un couvent Saint-Georges) comme s'il était encore en activité.